# Aero Engine Corporation of China
Aero Engine Corporation of China (AECC) — китайська державна компанія, що спеціалізується на розробці та виробництві двигунів для літаків, гелікоптерів, безпілотників і супутників. Заснована у 2016 році шляхом виділення спеціалізованих підприємств та фірм зі складу AVIC та Comac (заводи з виробництва та ремонту авіадвигунів, а також інститути, що розробляють авіадвигуни). Контрольний пакет акцій належить SASAC.

## Продукція
Aero Engine Corporation of China виробляє різні типи турбогвинтовий, турбовентиляторний, турбореактивний двигунів, а також газові турбіни для енергетики, графенові матеріали та спеціальні алюмінієві сплави. Двигуни виробництва AECC встановлені на військові літаки Xi'an H-6, Xi'an JH-7, Xi'an Y-20, Chengdu J-7, Chengdu J-10 ], Chengdu J-20, Shenyang J-8, Shenyang J-11, Shenyang J-15, Shenyang J-31, Hongdu JL-8, Hongdu L-15, Shaanxi Y-9, Nanchang Q-5, і AG600, на військові вертольоти Harbin Z-9, Harbin Z-19, Changhe Z-11 і CAIC WZ-10, на військові безпілотники Wing Loong, а також на цивільні літаки Xi'an Y-7, Shaanxi Y-8, Harbin Y-12, Comac C919 та CR929.
Основними конкурентами Aero Engine Corporation of China на китайському ринку авіаційних двигунів є компанії Rolls-Royce (Великобританія), Pratt & Whitney (США), GE Aviation (США), Об'єднана двигунобудівна корпорація (Росія), Safran Aircraft Engines (Франція) та MTU Aero Engines (Німеччина).

## Виробничі потужності
Основні підприємства Aero Engine Corporation of China розташовані у:
- Сіані (Xi'an Aircraft Industrial Corporation)
- Шеньянi (Shenyang Liming Engine Manufacturing Company)
- Харбінi (Harbin Dong'an Engine Manufacturing Company)
- Шанхаї (Shanghai Commercial Aero-Engine Manufacturing Company)
- Чжучжоу (South Aero-Engine Manufacturing Company)
- Ченду (Chengdu Engine Manufacturing Company)
- Аньшуні (Guizhou Liyang Aero-Engine Manufacturing Company та Guizhou Xinyi Machinery Company)
- Гуйянi (Guizhou Honglin Machinery Corporation)
- Чанчжоу (Changzhou Lanxiang Machinery Corporation)
- Нанкінi (Nanjing Light Aero-Power Corporation)
- Чанші (Zhongnan Transmission Machinery Company)[уточнити].

У 2017 році дочірня компанія Aero Engine Corporation of China — Skyrizon Aviation (Пекін) — придбала 41 % акцій української холдингової компанії Мотор Січ (Запоріжжя), проте незабаром суд заморозив угоду з міркувань національної безпеки.